# 太古への扉
「太古への扉」（たいこへのとびら）は、イギリスのSFドラマ『プライミーバル』の第1章第1話。2007年2月10日にITVで初放送された。本作ではディーンの森にペルム紀へ通じる時空の亀裂が生じ、主人公ニック・カッターたちと動物園の飼育員アビー・メイトランドが亀裂からやって来た生物と出会い、内務省と協力して調査に乗り出す。

## プロット

### あらすじ
ヘレン・カッターはディーンの森の近くでゴルゴノプス類に襲われて行方不明となり、遺体も発見されなかった。その8年後、ヘレンの夫ニック・カッターはディーンの森で怪物が出たという知らせを教え子コナー・テンプルから聞き、妻の手がかりを探すために彼と助手スティーブン・ハートと共に調査に向かう。怪物騒動を否定したい政府から派遣された内務省の役人クローディア・ブラウンもまたニックたちと合流する。
一方、ディーンの森の近くに暮らす少年ベンがペットのトカゲの引き取り手を募集しているという話を耳にしたウェリントン動物園の爬虫類飼育員アビーは、そのトカゲが珍しい種類であることに気付く。レックスと名付けられたトカゲの発見場所にベンと共に向かったアビーは木の上に横たわる牛の死体を目撃し、それを見てパニックを起こした彼と森ではぐれてしまう。ベンは帰路で時空の亀裂とその向こうに広がる先史時代を目撃し、帰宅後にゴルゴノプス類による襲撃を受ける。アビーはスクトサウルスと遭遇したところでニックたちと出会い、スクトサウルスの消えて行った時空の亀裂と直面する。
過去の生物および時空の亀裂との遭遇をクローディアが上に報告し、この出来事は正式に内務省の管轄下に置かれることとなる。アビーとニックたちは発見者という立場で亀裂調査プロジェクトに参加し、レックスを元の時代へ戻すこととなる。一方で野外調査を行っていたスティーブンとコナーは、ゴルゴノプスの足痕が学校へ向かっていることに気付く。
ペルム紀でレックスを放したニックは過去の探索を続け、行方不明の妻ヘレンの痕跡を発見する。以前に人が設営して荒廃したキャンプ・男性の白骨死体・そしてヘレンの名前が刺繍されたカメラケースを見たニックはこの時代に残って捜索を続けようとするが、特殊部隊のトム・ライアン大尉との対立の末、折れて現代へ生還を果たす。現代では学校でベンを襲った後のゴルゴノプス類による襲撃を受けるが、追い付いたスティーブンの攻撃により辛うじてゴルゴノプス類を鎮圧する。
ペルム紀の亀裂も閉じた翌日、内務省でカメラの写真を現像するとそこには笑顔のヘレンが映っていた。白骨体が男性のものだったことから諦めきれずにいるニックだったが、何者かにより研究室の机上に生きたアンモナイトが置かれていることに気付く。物音を聞き付けてすぐに外に出たニックは、闇夜に紛れて立ち去るヘレンの姿を目撃する。

### 連続性
ペルム紀に設営されていたキャンプと落下していたカメラ、および成人男性の白骨体は第1章第6話「未知なる獣」でルーツが明かされる。

## キャスト
日本語吹替声優は左からNHK放送版、DVD版の順。
ニック・カッター
演 - ダグラス・ヘンシュオール、声 - 堀内賢雄/大塚芳忠
スティーブン・ハート
演 - ジェームズ・マレー、声 - 川本克彦/加瀬康之
コナー・テンプル
演 - アンドリュー・リー・ポッツ、声 - 宮下栄治/浪川大輔
アビー・メイトランド
演 - ハナ・スピアリット、声 - 斉藤梨絵/足立友
クローディア・ブラウン
演 - ルーシー・ブラウン、声 - 加藤優子/小林さやか
ヘレン・カッター
演 - ジュリエット・オーブリー、声 - 唐沢潤/赤池裕美子
ジェームズ・レスター
演 - ベン・ミラー、声 - 横島亘/御園行洋
トム・ライアン
演 - マーク・ウェイクリング、声 - 藤真秀/一馬芳和
ベン
演 - ジャック・モンゴメリー

## 登場する生物
- ゴルゴノプス類 - ペルム紀に生息していた単弓類の一種。口の外に大きく飛び出た犬歯が特徴的。モデルはゴルゴノプス属の Gorgonops longifrons[4]。実際のそれより遥かに大型に復元されている。作中では牛一頭を丸ごと木の上まで引っ張り上げたり、トラックの荷台を絹のごとく切り裂いてみせるなど、凄まじい馬力の持ち主として描かれた。亀裂が閉じた直後にカッターたちの前に姿を現して大暴れしたが、最後はスティーブンによって銃殺される。
- スクトサウルス - モデルはスクトサウルス属の Scutosaurus karpinski[5]。原始的な爬虫類の仲間で、鎧のような鱗を持つ厳つい見た目だが植物食の大人しい生物。ディーンの森に迷い込んでいた所をカッターたちに発見されたのち、亀裂の向こうへ帰還。亀裂発見のきっかけとなった。ペルム紀では群生している姿がカッターに目撃されている。
- コエルロサウラヴス - モデルはコエルロサウラヴス属の Coelurosaravus jaeckeli[6]。現在のトビトカゲのように横腹に皮膜があり、これを使って滑空するようにして空を飛ぶ。亀裂を通ってディーンの森に来たところを近所に住む少年によって保護され、「レックス」と名付けられたのち、少年から話を聞いたアビーの元へと預けられる。カッターによってペルム紀に帰されるも、亀裂が閉じる直前に戻ってきており、それをアビーがこっそり保護する。
- シーラカンス（化石）
- アンモナイト

ゴルゴノプスとスクトサウルスは『プライミーバル』と同じくインポッシブル・ピクチャーズが製作したドキュメンタリー番組『ウォーキングwithモンスター〜前恐竜時代 巨大生物の誕生』にも登場している。

## 製作
時空の亀裂が原因で磁気異常が生じていることをコナーが知らせるシーンでは、英語圏ではなくドイツ語圏の方位磁針が使用された。日本語版を放送したNHKのスタッフはこのシーンが小道具担当の遊び心であると指摘している。
劇中の生物はある程度脚色されている。ゴルゴノプスとスクトサウルスおよびコエルロサウラヴスは全て現実のモデルよりも大型化しており、特にスクトサウルスはモデルの推定体重の5倍に達する体重5トンと設定された。コエルロサウラヴスのレックスも全長2倍程度に大型化している。

## 放送
コマーシャルが功を奏し、「太古への扉」はイギリスで670万人の視聴者を獲得した。本作が放送された午後7時45分の枠では BBC One で映画『シュレック』が放送されていたが、それにも拘わらず高い数字を記録した。ドイツでは同年6月4日にプロジーベンにて Die andere Seite という題で、アメリカ合衆国ではBBCアメリカにて2008年8月9日にそれぞれ初放送された。

### 日本での放送
日本では2008年9月にNHKが第1章の放送権を獲得し、2008年10月17日にNHK総合での放送が発表された。初放送は2009年1月2日午後4時20分からであり、次話「恐怖の巨大グモ」が続けて放送された。同年8月8日午後1時からNHKデジタル衛星ハイビジョン、8月24日午後5時にアナログ放送とデジタル放送共にNHK総合で再放送された後、2010年4月4日に午前10時50分からの枠で再度再放送された。
NHKオンデマンドの特選ライブラリーでは、それぞれの作品で配信時期に差があるものの、2008年12月1日から2009年8月31日までのPCでの視聴回数で第6位を記録した。これは連続テレビ小説『ちゅらさん』とNHKスペシャル『沸騰都市』および土曜ドラマ『ハゲタカ』に次ぐ順位であり、海外ドラマでは『デスパレートな妻たち』第4シリーズを破って最高順位であった。9月30日まで範囲を拡大すると、「太古への扉」は『ハゲタカ』を破ってタイトル別で第3位を獲得した。
2019年9月8日には日本テレビ『Hulu傑作シアター』で放送された。

## 批評
Dreamwatchでポール・シンプソンは、プロットに映画『ジュラシック・パークIII』との類似点がいくつかあると指摘したものの、キャストの相性とキャラクター性を称賛した。オブザーバー紙のキャサリン・フレットは、特殊効果を批判したものの、シリーズが「楽しくてノスタルジックで現代的である」と述べた。
サンデー・タイムズでヴィクトリア・セガールは、本作がSFドラマ『ドクター・フー』の新たなライバルになると主張し、『秘密情報部トーチウッド』や『X-ファイル』といった既存のSFドラマとも対比した。彼はニック・カッター役のダグラス・ヘンシャルの存在感が番組に良い効果を与えていると絶賛し、特殊効果が前時代的だと揶揄しつつも、タイムトラベルや古生物および政府の陰謀といった要素を劇中に盛り込んだことを高く評価した。TV Zone 誌でアンソニー・ブラウンはより包括的なレビューをしており、「SFのありきたりな表現は多く見られるが、『プライミーバル』が素晴らしく軌道に乗っているのはその半分がそれらのおかげだ」と述べ、キャストの演技もエピソードの成功の理由の1つとしてさらに称賛した。